# La mina (film 1958)
La mina è un film del 1958 diretto da Giuseppe Bennati.

## Trama
In una notte di burrasca, un gruppo di pescatori forestieri viene tratto in salvo dagli abitanti di Porto Ercole, un piccolo paese marinaro. La loro barca è troppo danneggiata e non può essere riparata, ma si accordano con una persona del posto per venderla come relitto. Mentre i suoi compagni tornano a casa, Stefano è costretto a fermarsi in paese in attesa che vengano svolte le pratiche burocratiche per ottenere l'autorizzazione del Registro Marittimo alla vendita.
Stefano conosce Raffaele, detto l'Ardito, un pescatore del posto, senza una mano, che gli affitta un letto nella sua casa, e si invaghisce di Lucia, una bella ragazza orfana che vive con il fratellino Picchio. Ma Lucia è corteggiata anche da Nicola, il proprietario della Ionia, la locale società di pescherecci, che per allontanare il rivale gli offre lavoro su una delle sue barche.
Scoperto l'imbroglio, inizia lo scontro tra i due. Stefano avanza delle rivendicazioni sindacali in favore degli altri dipendenti di Nicola e, per ritorsione, Nicola fa cadere un'asse di legno sul collo di Stefano. Successivamente Stefano prende a pugni Nicola e quest'ultimo brucia il relitto che Stefano dovrebbe vendere.
Stafano si accorge che l'Ardito, aiutato da Picchio e da Lucia, effettua la pesca illegale utilizzando delle bombe per uccidere i pesci e, visto l'elevato rischio, vorrebbe convincerli a smettere. Intanto si scopre che nella rete di un peschereccio di Nicola è rimasta incagliata una mina risalente alla seconda guerra mondiale e Stefano, che è stato un sommozzatore, con grande fatica riesce a sganciarla.
Prima di essere fatta brillare dagli artificieri, la mina viene però rubata dall'Ardito e da Picchio che vorrebbero estrarne l'esplosivo per fabbricare le bombe per la pesca. Anziché aspettare uno specialista amico dell'Ardito, il piccolo Picchio si tuffa e comincia a smontare la mina. In difficoltà chiede aiuto all'Ardito, che gli salva la vita, ma salta in aria in seguito all'esplosione.
Mentre Stefano sta per ripartire, Lucia che fino ad allora gli aveva negato il suo amore, si decide finalmente a dichiararsi e i due possono rimanere a vivere insieme.

## Produzione
Il film è stato girato in parte negli Studi cinematografici Ponti-De Laurentiis. Alcuni esterni sono stati girati a Porto Ercole, frazione di Monte Argentario, e ad Ansedonia, frazione di Orbetello